# Гондри, Мишель
Мише́ль Гондри́ (фр. Michel Gondry; род. 8 мая 1963 года) — французский кинорежиссёр, сценарист и клипмейкер. Лауреат премии «Оскар» за лучший оригинальный сценарий по итогам 2004 года.

## Биография
Мишель Гондри родился 8 мая 1963 года в Версале, Франция. В детстве мечтал стать художником или изобретателем. В 1980-е посещал в Париже художественную школу, где развивал свои навыки рисовальщика. Там же Гондри познакомился с друзьями, вместе с которыми основал поп-рок-группу Oui Oui, успевшую записать два альбома и несколько синглов до своего распада в 1992 году. Гондри был барабанщиком группы, режиссёрскую карьеру начал с создания клипов для группы. Стиль его музыкальных видео привлёк внимание исландской певицы Бьорк, которая предложила ему снять клип на песню Human Behavior. Их сотрудничество продолжается по сей день, в итоге Гондри создал семь видео для Бьорк. Среди других музыкантов, работавших с Гондри более одного раза, — группы Daft Punk, Radiohead, The White Stripes, The Chemical Brothers, американский исполнитель Бек. Гондри добился успеха и в телевизионной рекламе, где одним из первых стал активно применять технику замедленных съёмок Bullet time («скорость пули»), ставшую знаменитой после фильма «Матрица» (The Matrix, 1999).
Наряду с Дэвидом Финчером и Спайком Джонзом, Мишеля Гондри называют в числе ярких представителей волны режиссёров, пришедших в большое кино из индустрии телевизионной рекламы и музыкальных видео. Кинематографический дебют Гондри состоялся в 2001 году с выходом на экраны картины «Звериная натура», получившей противоречивые оценки критики. Однако уже второй его фильм «Вечное сияние чистого разума» (2004), созданный как и предыдущая лента в сотрудничестве со сценаристом Чарли Кауфманом, удостоился массы восторженных отзывов. Главные роли в картине сыграли звёзды Голливуда Джим Керри и Кейт Уинслет. В «Вечном сиянии…» используются многие техники манипулирования изображением, с которыми режиссёр экспериментировал в прошлом, снимая свои музыкальные видео. За сценарий этого фильма Гондри (вместе с Кауфманом и Пьером Бисмутом) получил в 2005 году премию «Оскар». Картина завоевала также премию «Сатурн» как лучшая фантастическая кинолента года.
Наиболее полно излюбленные идеи и техники Мишеля Гондри нашли отражение в его третьем художественном фильме «Наука сна» (2006). В этой картине о любви двух молодых людей Стефана и Стефани (в исполнении Гаэля Гарсиа Берналя и Шарлотты Генсбур) удивительным образом перемешаны сны и реальность. Съёмки целиком проходили во Франции в конце 2004 — начале 2005 года, главным образом в Париже, в доме, где Гондри жил 15 лет назад, и велись на трёх языках, французском, английском и испанском. Анимационные эпизоды были созданы летом 2004 года. Премьера фильма состоялась 22 января 2006 года на Sundance Film Festival, где картина была очень тепло встречена и критиками, и зрителями, затем последовали фестивальные показы в Берлине, Сиэтле и Москве, проходившие с неизменным успехом. К старту американского проката «Науки сна» Гондри организовал в одной из нью-йоркских галерей специальную выставку декораций и реквизита из фильма, чтобы все желающие могли почувствовать себя на месте героев ленты.
В 2007 году состоялась премьера нового фильма Мишеля Гондри «Перемотка» с Джеком Блэком в главной роли.
В 2014 году вошел в состав жюри 64-го Берлинского кинофестиваля.
Оливье «Твист» Гондри, родной брат Мишеля Гондри, также является клипмейкером. Твист помогал брату создавать дебютный фильм «Звериная натура» (2001), приняв участие в работе над визуальными эффектами картины.
Рекламный ролик Гондри, посвященный джинсам Levi’s, вошёл в книгу рекордов Гиннесса как клип, собравший самое большое число наград в истории этого жанра. Это любовная история, как и ролик кофемашин Nespresso, снятый М. Гондри с Джорджем Клуни.

## Фильмография
| Год  | Название                            | Оригинальное название                 | Обязанности         |
| ---- | ----------------------------------- | ------------------------------------- | ------------------- |
| 2001 | Звериная натура                     | Human Nature                          | режиссёр            |
| 2004 | Вечное сияние чистого разума        | Eternal Sunshine of the Spotless Mind | режиссёр, сценарист |
| 2006 | Наука сна                           | La science des rêves                  | режиссёр, сценарист |
| 2008 | Перемотка                           | Be Kind Rewind                        | режиссёр, сценарист |
| 2008 | Токио!                              | Tokyo                                 | режиссёр, сценарист |
| 2009 | Заноза в сердце                     | L'épine dans le coeur                 | режиссёр, сценарист |
| 2011 | Зелёный Шершень                     | The Green Hornet                      | режиссёр            |
| 2012 | Мы и я                              | The We and the I                      | режиссёр, сценарист |
| 2013 | Пена дней                           | L’Écume des Jours                     | режиссёр            |
| 2013 | Счастлив ли человек высокого роста? | Is The Man Who Is Tall Happy?         | режиссёр            |
| 2015 | Микроб и бензин (англ.)             | Microbe et Gasoil                     | режиссёр, сценарист |
| 2018 | Шучу                                | Kidding                               | режиссёр, продюсер  |
| 2023 | Книга решений                       | Le Livre des solutions                | режиссёр, сценарист |
| 2024 | Майя, придумай мне название         | Maya, donne-moi un titre              | режиссёр, сценарист |

- Golden — фильм был отменён на этапе постпроизводства.

## Музыкальные видеоклипы
- «City Lights» — The White Stripes (2016)
- «Go» — The Chemical Brothers (2015)
- «Love Letters» — Metronomy (2014)
- «Crystalline» — Björk (2011)
- «How Are You Doing?» — The Living Sisters (2011)
- «Open Your Heart» — Mia Doi Todd (2010)
- «Too Many Dicks On The Dancefloor» & «Carol Brown» (unofficial videos) — Flight of the Conchords (2009)
- «Soleil du Soir» — Dick Annegarn (2008)
- «Declare Independence» — Björk (2007)
- «Dance Tonight» — Paul McCartney (2007)
- «Cellphone’s Dead» — Beck (2006)
- «Anysound» — The Vines (2006)
- «King of the Game» — Cody ChesnuTT (2006)
- «Heard 'Em Say» (U.S. Version) — Kanye West (2005)
- «The Denial Twist» — The White Stripes (2005)
- «Light & Day» (movie version) — The Polyphonic Spree (2004)
- «Winning Days» — The Vines (2004)
- «Mad World» (Donnie Darko soundtrack version) — Gary Jules (2004)
- «Ride» — The Vines (2004)
- «Walkie Talkie Man» — Steriogram (2004)
- «I Wonder» — The Willowz (2004)
- «The Hardest Button to Button» — The White Stripes (2003)
- «Come into My World» — Kylie Minogue (2002)
- «A l’envers à l’endroit» — Noir Désir (2002)
- «No One Knows» — Queens of the Stone Age (2002)
- «Dead Leaves and the Dirty Ground» — The White Stripes (2002)
- «Fell in Love with a Girl» — The White Stripes (2002)
- «Star Guitar» — The Chemical Brothers (2001)
- «Knives Out» — Radiohead (2001)
- «Mad World» — Michael Andrews and Gary Jules (2001)
- «Let Forever Be» — The Chemical Brothers (1999)
- «Gimme Shelter» — The Rolling Stones (1998)
- «Another One Bites the Dust» — Wyclef Jean (1998)
- «Music Sounds Better With You» — Stardust (1998)
- «Bachelorette» — Björk (1997)
- «Deadweight» — Beck (1997)
- «Jóga» — Björk (1997)
- «Everlong» — Foo Fighters (1997)
- «A Change Would Do You Good» — Sheryl Crow (1997)
- «Around the World» — Daft Punk (1997)
- «Feel It» — Neneh Cherry (1997)
- «Sugar Water» — Cibo Matto (1996)
- «Hyper-Ballad» — Björk (1996)
- «Like a Rolling Stone» — The Rolling Stones (1995)
- «Isobel» — Björk (1995)
- «Protection» — Massive Attack (1995)
- «High Head Blues» — Black Crowes (1995)
- «Army of Me» — Björk (1995)
- «Fire On Babylon» — Sinéad O'Connor (1994)
- «Lucas With The Lid Off» — Lucas (1994)
- «Little Star» — Stina Nordenstam (1994)
- «This is it (Your Soul)» — Hothouse Flowers (1993)
- «It’s Too Real (Big Scary Animal)» — Belinda Carlisle (1993)
- «Human Behaviour» — Björk (1993)
- «Believe» — Lenny Kravitz (1993)
- «She Kissed Me» — Terence Trent D'Arby (1993)
- «Voila, Voila, Qu'ça r’Commence» — Rachid Taha (1993)
- «La main parisienne» — Malcolm McLaren, featuring Amina Annabi (1993) (unreleased)
- «Je Danse Le Mia» — IAM (1993)
- «Snowbound» — Donald Fagen (1993)
- «Queen for a day» — The Life of Riley (1989)